# 1979 en mathématiques
Cet article présente les faits marquants de l'année 1979 en mathématiques.

## Naissances
- 6 juin : Miranda Cheng, mathématicienne et physicienne néerlandaise d'origine taïwanaise.
- 29 juin : Artur Ávila, mathématicien franco-brésilien, lauréat de la médaille Fields en 2014.
- 16 juillet : Grégory Miermont, mathématicien français.
- 6 septembre : Nicola Gigli, mathématicien italien.
- 8 octobre : Fernando Codá Marques, mathématicien brésilien.
- 16 décembre : Sophie Morel, mathématicienne française.
- 21 décembre : Elisabet Canalias, mathématicienne et ingénieure aérospatiale espagnole.
- Amanda Folsom, mathématicienne américaine.
- Emily Tanimura, mathématicienne suédoise.

## Décès

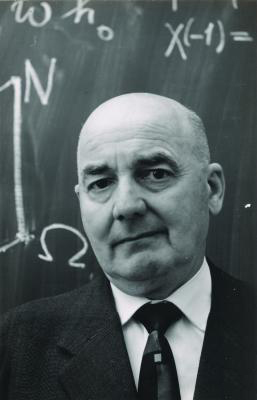
Helmut Hasse

- 17 février : Michel Loève (né en 1907), mathématicien et statisticien français et américain.
- 7 mars : Carlo Cattaneo (né en 1911), mathématicien et physicien italien.
- 12 avril : Georges Bouligand (né en 1889), mathématicien français.
- 14 avril : Billy James Pettis (né en 1913), mathématicien américain.
- 19 mai : Ralph James (né en 1909), mathématicien canadien.
- 8 août : Lionel Cooper (né en 1915), mathématicien sud-africain.
- 16 septembre : Marion Gray (née en 1902), mathématicienne écossaise.
- 22 septembre : Charles Ehresmann (né en 1905), mathématicien alsacien.
- 6 octobre : Dudley E. Littlewood (né en 1903), mathématicien britannique.
- 10 octobre : Heinrich Behnke (né en 1898), mathématicien allemand.
- 11 octobre :
  - Andreï Markov (né en 1903), mathématicien, physicien et chimiste russe.
  - Franciszek Leja (né en 1885), mathématicien polonais.
- 12 octobre : Waloddi Weibull (né en 1887), ingénieur et mathématicien suédois.
- 13 octobre : Gholamhossein Mosaheb, (né en 1910), mathématicien iranien.
- 19 octobre : Marjorie Lee Browne (née en 1914), mathématicienne américaine.
- 25 novembre : Reo Fortune (né en 1903), anthropologue et mathématicien néo-zélandais.
- 24 décembre : Francine Faure (née en 1914), mathématicienne française.
- 26 décembre : Helmut Hasse (né en 1898), mathématicien allemand.